# Gerardo Matos Rodríguez
Gerardo Hernán Matos Rodríguez, även känd som Becho, född 28 mars 1897 i Montevideo, Uruguay, död 25 april 1948 i Montevideo, var en uruguayansk kompositör, musiker (piano) och journalist.
Matos Rodríguez mest berömda verk är La Cumparsita, som skrevs omkring 1915—1916 men som hade premiär först den 19 april 1917. La Cumparsita räknas som världens mest spelade tango-stycken och förekommer bland annat i den amerikanska komedifilmen I hetaste laget från 1959.